# Безымяновка
Безымяновка (каз. Безымянов) — упразднённое село в Сарыкольском районе Костанайской области Казахстана. Ликвидировано в 2008 г. Входило в состав Маякского сельского округа. 

## Население
В 1999 году население села составляло 68 человек (29 мужчин и 39 женщин).